# جيمي غورلي
جيمي غورلي (بالإنجليزية: Jimmy Gourley)‏ هو عازف جاز أمريكي، ولد في 9 يونيو 1926 في سانت لويس في الولايات المتحدة، وتوفي في 7 ديسمبر 2008 في فيلنوف سان جورج في فرنسا.

## وصلات خارجية
- جيمي غورلي على موقع IMDb (الإنجليزية)
- جيمي غورلي على موقع ميوزك برينز (الإنجليزية)
- جيمي غورلي على موقع أول ميوزيك (الإنجليزية)
- جيمي غورلي على موقع ديسكوغز (الإنجليزية)